# 東京唱歌
『東京唱歌』（とうきょうしょうか）は、1907年（明治40年）に日本の東京市が選定した地理唱歌である。作詞・宮本晋、作曲・岡野貞一。

## 解説
1898年（明治31）年に京都市で全国最古の市歌とされる初代「京都市歌」が京都市小学校長会によって選定され、1903年（明治36年）には大阪朝日新聞が選定した「大阪市の歌」が市に寄贈された。こうした流れを受け、1898年まで京都・大阪の両市と共に市制特例の下に服していた東京市でも市歌制定の機運が高まったことから1906年（明治39年）12月に尾崎行雄市長が「東京市唱歌」の制定を提唱し、歌詞の懸賞募集を行った。
審査委員は上田萬年、上真行、鳥居忱、巖谷季雄、坪谷善四郎、湯本武比古、戸野周二郎の7名であったが、応募点数は182篇と振るわず1等（賞金100円）・2等（50円）・3等（30円）が選定された。1等入選者は茨城県出身の麻布区（現・港区）南山小学校教員・宮本晋で、審査委員の上田に加えて新たに阪正臣、佐佐木信綱の3名が補作した全20番の歌詞が10月16日付の在京新聞各紙で発表される。
10月17日に東京商業高等学校で開催された東京市講演会において発表式が開かれ、作曲者の岡野貞一によるピアノ演奏に合わせ神田小学校（千代田区立千代田小学校の前身校）の児童50名が斉唱を行った。11月25日には、文部省より東京市内小学校の唱歌用教材として認可する旨の告示が官報第7325号において行われている。

### 反響
ところが、東京市が満を持して選定したこの「東京唱歌」は発表当初から市民や有識者の酷評が相次いだ。例えば、日本教育会発行の雑誌『日本教育』は1907年10月21日号で「東京市が多大の賞を懸けて募った唱歌は（中略）其の結果を見て余りの馬鹿らしさに茫然自失したもの蓋し我輩のみではあるまい」と前置きした後
- 1番で天皇を「帝王」と称することの不適切さ
- 5番で東京奠都により「千代田城」が「宮城」に改名したかのようなミスリード
- 10〜17番で学校や銀行、会社、電気、ガス、汽車など社会基盤や生活インフラの充実を外形的に羅列した空疎な歌詞
- 18番で東京市が欧米の大都市に比べて「遜色なしといひ難し」としている点を始め、市民としての自覚や誇りを涵養する要素が無い

とした問題点を列挙し、
と全否定する論評を掲載した。また、芳賀矢一は『中央公論』1907年11月号掲載の寄稿「東京市の唱歌を評す」で、
と、4年前に一柳安次郎が作詞した「大阪市の歌」とは対照的に「東京唱歌」は長期間にわたり歌い継がれることを想定した歌詞になっていない点を批判した。

### その後
「東京唱歌」は酷評により短期間で演奏されなくなり、事実上の撤回に至ったが1909年（明治42年）にジャーナリストで子爵の末松謙澄が改めて歌詞を書き起こし、この時には1907年版「東京唱歌」酷評の一翼を担った芳賀矢一も森鷗外や幸田露伴らと共に調査委員として歌詞の検討作業へ参加している。末松が起草した「東京市歌」の歌詞も撤回された「東京唱歌」と同じく全20番から成ったとされるが、7月6日に東京市役所で末松と主査の上田萬年、佐佐木信綱、大口鯛二の4者が討議して最終稿が決定された後に作曲が難航を極めたため、未完成に終わった。
「東京唱歌」撤回から16年後の1923年（大正12年）、第7代市長の後藤新平が提唱した『東京市民読本』発刊記念事業として歌詞を一般公募した「東京市歌」（作詞・高田耕甫、作曲・山田耕筰）が完成し、関東大震災後の1926年（大正15年）に制定された。東京市は1943年（昭和18年）の東京都制により東京府と合併したことに伴い廃止されたが、1926年制定の市歌に関しては旧東京市から都へ引き継がれ1947年（昭和22年）の「東京都歌」制定後も準都歌的な扱いを受けて現在に至っている。

## 私製版「東京唱歌」
東京市が1907年（明治40年）に「東京唱歌」を選定する以前の1900年（明治33年）、いずれも「東京唱歌」と題する複数の地理唱歌が私製により出版されている。
- 『東京唱歌』全48番（正文堂/盛林堂） NDLJP:855608

作詞：大槻如電 作曲：山田武城 編曲：山田源一郎
- 『地理教育 東京唱歌』（大倉書店）
  - 第1集：1 - 54番 NDLJP:855609
  - 第2集：55 - 106番 NDLJP:855610

作詞：武島羽衣（又次郎） 作曲：小山作之助